# Pintér Bence
Pintér Bence (Szombathely, 1991–) magyar politikus, újságíró. A 2024-es önkormányzati választás óta Győr polgármestere.

## Családi háttere
Házas, három gyermek édesapja.

## Tanulmányai
Pintér Bence a győri Révai Miklós Gimnázium és Kollégiumban végezte középiskolai tanulmányait 2005 és 2009 között, majd az érettségit követően a Szegedi Tudományegyetemre felvételizett történelem alapszakra, amit 2009 és 2012 között el is végzett. Ezt követően Budapesten, az Eötvös Loránd Tudományegyetemen folytatta tanulmányait. Az ELTE Társadalomtudományi Karán nemzetközi tanulmányok mesterképzésre járt 2012-től 2015-ig. Tanulmányainak fókusza a 19. és 20. századi globalizációs és kolonizációs folyamatok voltak.

## Pályafutása
Pintér Bence a gimnáziumi évek alatt elkezdett újságírással foglalkozni, cikkei, publicisztikái 2007 és 2009 között az Alternatíva nevű győri print diáklapban, majd az Alternatíva blogon jelentek meg. Ezzel párhuzamosan 2012 áprilisában elhelyezkedett a Mandinernél, mint újságíró és szerkesztő, ahol 2017 januárjáig állt alkalmazásban. 2017 februárjában később az akkor ellenzéki Magyar Nemzetnél helyezkedett el, ahol annak 2018-as bezárásig dolgozott. 2018 júniusa és 2021 között az Azonnali újságírója, főszerkesztő-helyettese, majd megbízott főszerkesztője volt. 2019 nyarától az Ugytudjuk.hu nyugat-magyarországi internetes portál győri főmunkatársa.
Pintér Bence egyik fő érdeklődési köre a science fiction, a Mandiner.sci-fi rovat főszerkesztője is volt. Miután a rovat megszűnt, a Spekulatív Zóna című blogon folytatta a sci-fi-témában való publikálást. 2012-ben Pintér Mátéval közösen írta meg „A szivarhajó utolsó útja” című alternatív történelmi kalandregényét.

## Közéleti tevékenysége
2023-ban alapítója, majd elnöke lett a Tiszta Szívvel a Városért győri lokálpatrióta egyesületnek. Az egyesület 2023-ban bejelentette, hogy polgármesterjelöltje a 2024-es önkormányzati választáson Pintér Bence lesz.
A 2024-es önkormányzati választáson Győr polgármesterének választották. A választáson szoros eredmény született, ami miatt a Fidesz jelöltje, Dézsi Csaba András hét szavazókörben a szavazatok újraszámolását kezdeményezte. Az újraszámolást követően Pintér Bence 31,15 százalékot (18 298 szavazat), míg a Fidesz jelöltje, Dézsi Csaba András 30,39 százalékot (17 853 szavazat) ért el. 

## Díjai, elismerései
- Komáromy Gábor-ösztöndíj, 2013.[12]